# Baptiste Planckaert
Baptiste Planckaert (Courtrai, 28 settembre 1988) è un ciclista su strada belga che corre per il team Van Rysel-Roubaix. Professionista dal 2010, ha vinto la classifica finale dell'UCI Europe Tour 2016.

## Carriera
Professionista dal 2010, risulta essere dotato di un buon spunto veloce. Ha ottenuto numerosi piazzamenti e alcune vittorie, soprattutto in corse belghe e francesi; proprio in Francia, nella Coppa nazionale, ha ottenuto due secondi posti nelle edizioni 2015 e 2016.
Nel 2016, vestendo la maglia della Wallonie Bruxelles-Group Protect, si è aggiudicato la classifica finale dell'UCI Europe Tour, terzo belga a riuscirci dopo Niko Eeckhout nel 2006 e Tom Van Asbroeck nel 2014. Dal 2017 al 2018 ha corso con il team World Tour russo/svizzero Katusha. Dal 2019 si è accasato nella squadra Bingoal-Wallonie Bruxelles.

## Palmarès

### Strada
- 2009 (Under-23)

4ª tappa Le Triptyque des Monts et Châteaux (Châteaux de Beloeil > Tournai)
- 2015 (Roubaix Lille Métropole, due vittorie)

Kattekoers
GP Gemeente Kortemark
- 2016 (Wallonie Bruxelles-Group Protect, cinque vittorie)

5ª tappa Tour de Normandie (Trévières > Villedieu-les-Poêles)
Classifica generale Tour de Normandie
Tour du Finistère
La Poly Normande
4ª tappa Czech Cycling Tour (Olomouc > Dolany)
- 2019 (Wallonie-Bruxelles, una vittoria)

Rund um Köln

#### Altri successi
- 2015 (Roubaix Lille Métropole)

Classifica a punti Circuit des Ardennes
Classifica a punti Tour du Limousin
- 2016 (Wallonie Bruxelles-Group Protect)

Classifica a punti Circuit des Ardennes
Classifica a punti Giro del Belgio
Classifica scalatori Tour de Wallonie
- 2019 (Wallonie Bruxelles)

Classifica combattività BinckBank Tour
- 2020 (Bingoal-Wallonie Bruxelles)

Classifica scalatori Tour de Luxembourg

## Piazzamenti

### Grandi Giri
- Giro d'Italia

2018: 116º

### Classiche monumento
- Giro delle Fiandre

2012: 89º
2013: ritirato
2017: 21º
2018: 101º
2023: ritirato
- Parigi-Roubaix

2021: 19º
2022: 23º
2023: ritirato
2024: 59º
- Liegi-Bastogne-Liegi

2019: ritirato
2022: ritirato
2024: ritirato

### Competizioni europee
- Campionati europei

Hooglede-Gits 2009 - In linea Under-23: 19°